# كلير بولكينغهورن
كلير بولكينغهورن (بالإنجليزية: Clare Polkinghorne)‏ هي لاعبة كرة قدم أسترالية، ولدت في 1 فبراير 1989 في بريزبان في أستراليا. شاركت مع منتخب أستراليا الوطني لكرة القدم للسيدات تحت 20 سنة ‏ ومنتخب أستراليا لكرة القدم للسيدات. أما مع النوادي، فقد لعبت مع بورتلاند ثورنز وكوينزلاند ليونز.

## وصلات خارجية
- كلير بولكينغهورن على موقع الاتحاد الدولي (مؤرشف)  (الإنجليزية)
- كلير بولكينغهورن على موقع الاتحاد الأوربي (الإنجليزية)
- كلير بولكينغهورن على موقع اتحاد النرويج (النرويجية)
- كلير بولكينغهورن على موقع اتحاد السويد (السويدية)
- كلير بولكينغهورن على موقع قاعدة بيانات كرة القدم.إي يو (الإنجليزية)
- كلير بولكينغهورن على موقع Soccerway.com (الإنجليزية)
- كلير بولكينغهورن على موقع عالم كرة القدم.نت (الإنجليزية)
- كلير بولكينغهورن على موقع اللجنة الأولمبية الدولية (الإنجليزية)
- كلير بولكينغهورن على موقع أوليمبيديا (الإنجليزية)
- كلير بولكينغهورن على موقع اللجنة الأولمبية الأسترالية (الإنجليزية)